# Soupe aux œufs
La soupe aux œufs est une soupe claire (bouillon, consommé) soit servie avec des œufs pochés (ou durs) soit dans laquelle on fait cuire des œufs battus qui forment alors des filaments ou des flocons coagulés. Ce type de soupe se rencontrait en Europe dans de nombreuses cuisines à l'époque des soupes incontournables entrées des soupers. 
Les cuisines chinoise et japonaise ont des soupes comparables à la soupe aux œufs battus. La soupe aux œufs pochés est plus fréquente dans les sources francophones que celle aux œufs battus.

## Histoire
La soupe aux œufs a une origine germanique. On lit que Sénac de Meilhan (1736 - 1803) serait l'inventeur de la soupe aux œufs pochés,, que la soupe aux œufs de Talleyrand (1754–1838) était faite sur la recette du Duc de Richelieu. Toutefois l'expression soupe aux œufs quelle que soit sa forme n'existe en français que dans les dictionnaires allemand (Eiersuppe) avant la publication du Voyage en Suisse de Louis Simon (1824). C'est en 1829, dans La cuisinière du Haut-Rhin de Marguerite Spoerlin que figurent les deux premières recettes en français, avec la soupe aux œufs battus recette n°12  :

« Faites frire quelques poignées de mie de pain de belle couleur dans du beurre fondu, égoûtez bien et mettez-y du bouillon chaud; brouillez une quantité d'œufs suffisante pour votre soupe, ajoutez un peu de beurre frais, faites cuire en tournant pour empêcher les œufs de trancher, rapez-y un peu de muscade. »

et la soupe aux œufs pochés, recette n°6 

« dressez le bouillon dans la soupière pochez-y autant d'œufs que vous avez de personnes à servir, qu'ils restent tous entiers, jetez y quelques grains de sel, couvrez et mettez sur des cendres chaudes, jusqu'à ce que le blanc des œufs ait consistance et que le jaune reste mollet. »

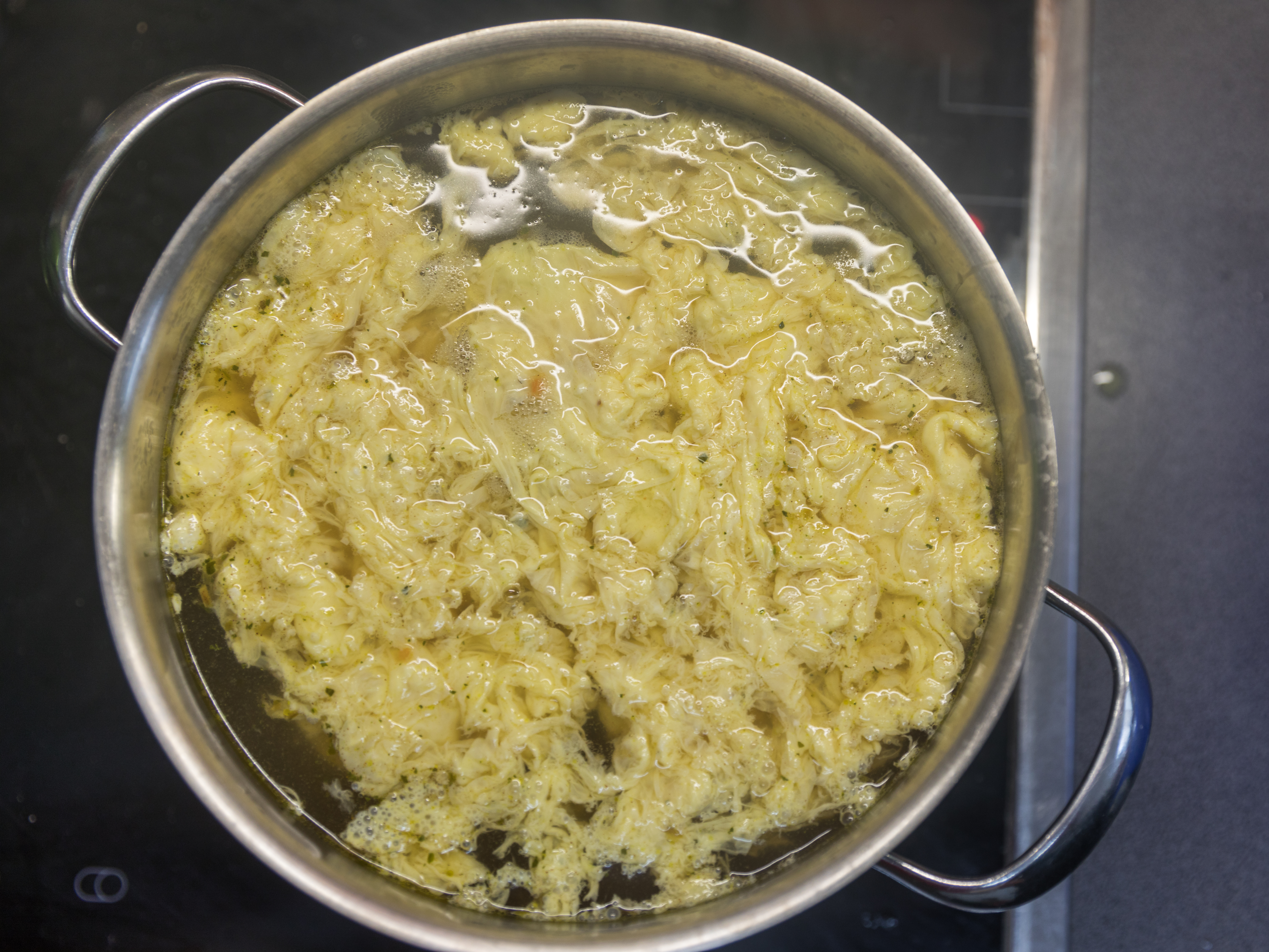
Einlaufsuppe autrichienne

Le Dictionnaire des ménages (1836) donne une Soupe aux œufs pochés dans un bouillon, Jourdan Lecointe (1844) donne une Soupe au œufs avec 4 œufs bien fouettés dans un bouillon, mais c'est toujours en Alsace qu'on la mentionne, la Revue l'Alsace en 1860, la Revue Alsacienne la rapporte dans un repas donné à Ribeauvillé en 1543 ce qui montre son ancienneté. Die Eiersuppe figure dès 1727 dans la littérature allemande, en 1738 la chevalier de Johann Gottfried Schnabel dine d'une soupe aux œufs. Catherine Bonnechère (1900) la met dans ses menus végétariens allemands.
La Comtesse de Ségur, d'origine russe parle de potage aux œufs dans Le diner de Mlle Justine (1865).

## Les soupes aux œufs battus

### Européennes
Einlaufsuppe ou Eierflaumsuppe est une recette du sud de l'Allemagne (souabe, bavaroise) qui se fait d'œufs battus avec de la farine (1 cuillerée de farine pour 2 œufs) versés en filet dans un bouillon frémissant qu'on remue pendant l'opération. Eintropfsuppe est équivalent, Farfelsuppe, Farfalansuppe avec l'appareil œuf farine en quenelles. On peut ajouter du lait dans l'œuf battu pou former une sorte de pâte à crêpe qui est cuite en fils ou en formes aléatoire appelées peluches d'œuf (Flaum = duvet) dans le bouillon. Die Eierflockensuppe ou Eierflöckchensuppe soupe aux flocons d'œufs est spécialement autrichienne, les œufs battus sont versés rapidement en tournant le bouillon de façon à faire des petites touffes. 

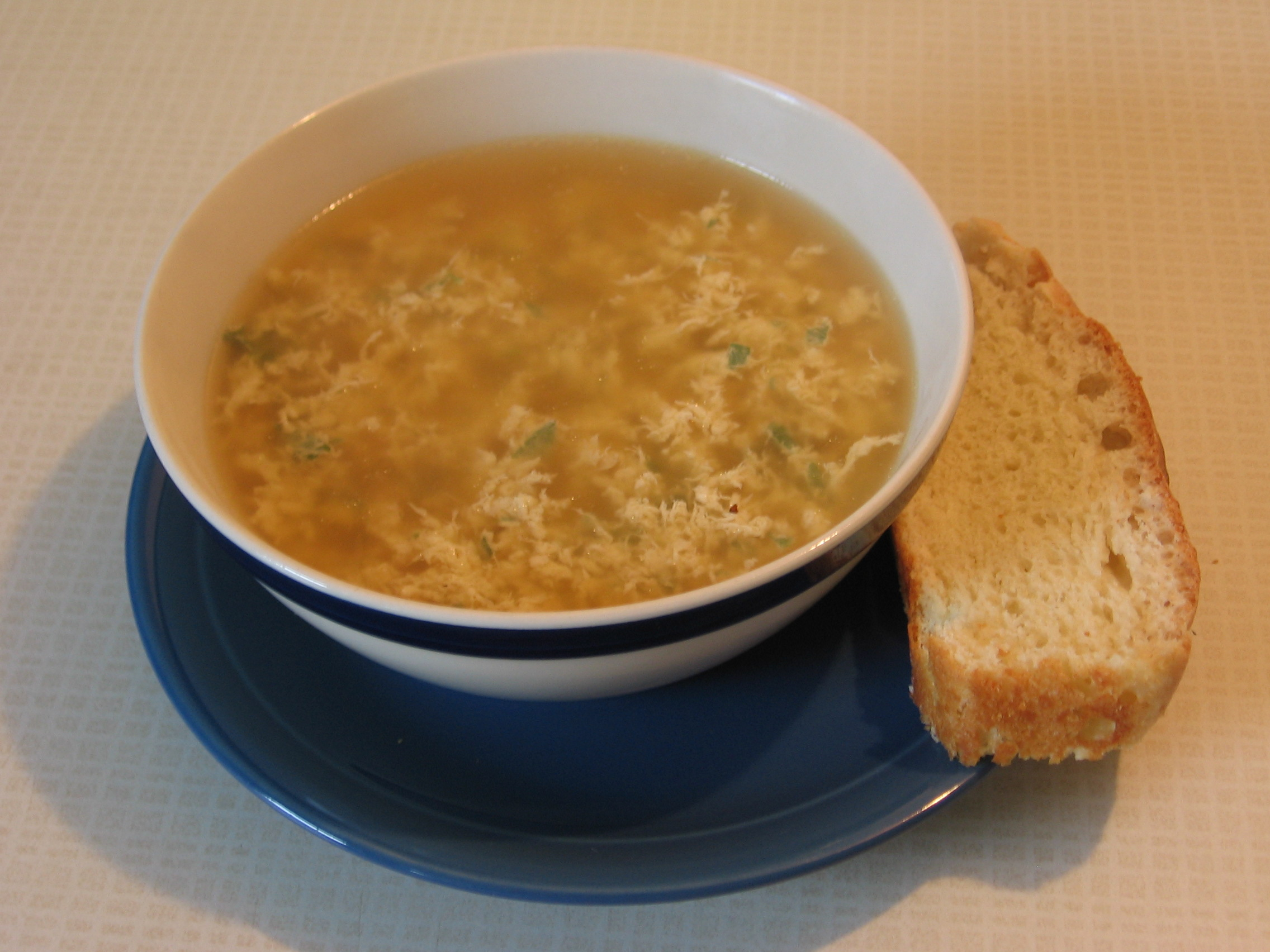
Straciatella

La stracciatella romaine est équivalente mais on ajoute à l'œuf du parmigiano reggiano râpé.
Le consommé Xavier est un consommé à l'œuf battu avec du cerfeuil.

#### Russie
Яичный суп (Yaichnyy sup) classique soupe aux œufs battus ne contient ni viande ni poisson, mais uniquement œufs et légumes. Elle contient souvent du vermicelle. Il existe des versions luxueuses, comme la soupe aux œufs de saumon (caviar rouge).

### Variantes
Le potage aux œufs pilés est une pate d'œufs, de lait, de farine, de beurre et de bouillon qu'on passe dans le bouillon et qu'on y fait cuire sans ébullition.
L'avgolemono est une soupe grecque (avec équivalent en cuisine juive et des Balkans) où c'est un mélange jaune d'œuf et jus de citron qui est versé et cuit dans le bouillon.
La soupe aux œufs durs (mélange d'œufs durs en miettes et d'eau salée) est servie froide en entrée du diner pascal juif (Séder, fête de Pessa'h).

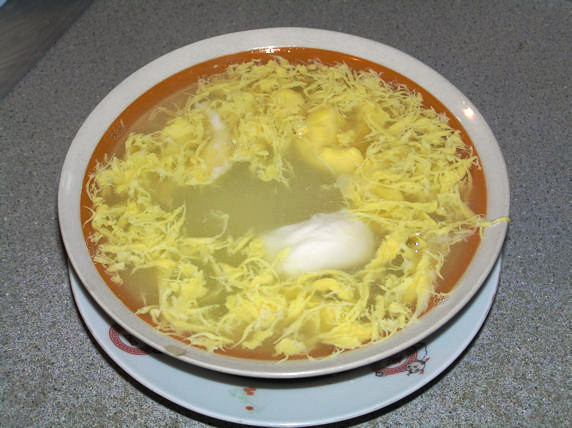
雞蛋糖水, soupe à l'œuf battu avec bouillon de poulet sucré (Canton)

### Asiatiques

#### Cuisine chinoise
La soupe aux œufs battus chinoise, 蛋花湯 (Dàn huātāng) soupe fleur œuf, réputée digestive est une soupe claire servie entre 2 plats vers la fin du repas. Elle se prépare comme la soupe aux œufs battus à la julienne, on la condimente à la coriandre, à la tomate 番茄蛋湯 (Fānqié dàn tāng) soupe à la tomate et aux œufs. La soupe aux œufs battus courante se fait dans un bouillon de champignon et chou, l'œuf est battu avec les baguettes jusqu'à cuisson[réf. nécessaire]. Elle est servie aux USA sous le nom d'egg drop soup, en Corée sous celui de 계란 수프 (gyelan supeu).

En cuisine cantonaise il existe une version douce, le bouillon de poulet est sucré: 雞蛋糖水 Jīdàn tángshuǐ œuf sirop (Egg tong sui en anglais). Au Viêt-Nam les œufs battus de la súp trứng sont liés à la fécule de maïs. 

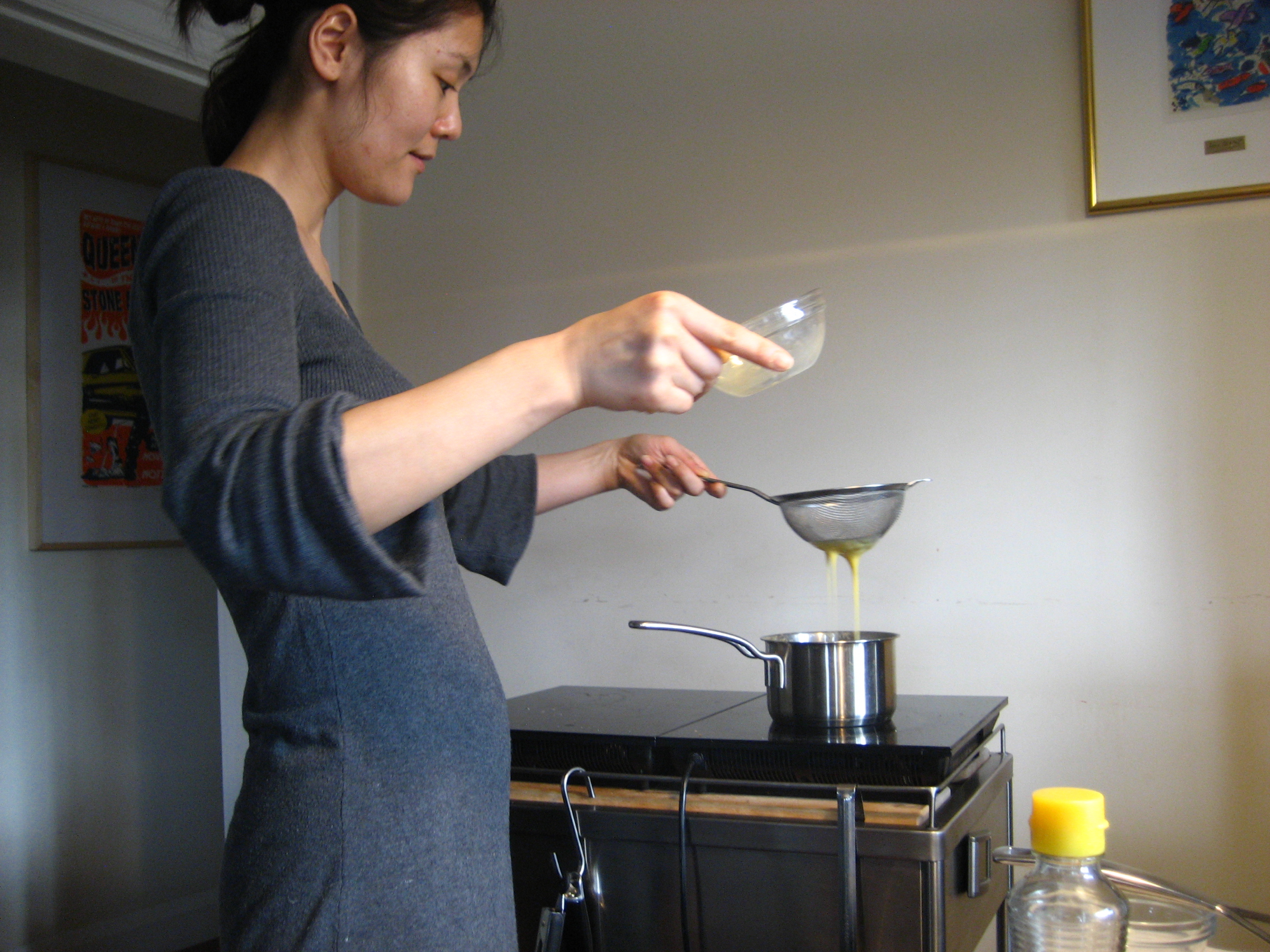
Préparation de la soupe aux œufs chinoise

Le potage pékinois des restaurants chinois est la soupe suanla 酸辣汤 (suānlà tāng) soupe aigre épicée est une soupe riche du Sichuan avec des œufs battus.

#### Japon
かき玉汁 (kakitamajiru) est faite d'un bouillon épaissi avec de la fécule de pomme de terre ou de la poudre de kudzu, l'œuf battu y forme de fines ondulations (on aime cette soupe avec des Udon également ondulants), la variante むらくも汁が挙 (Mura kumo-jiru ga kyo) soupe Murakumo consiste à faire couler l'œuf battu en pellicule sur le bouillon de façon à dessiner des nuages ou ressemble à une toile araignée voletant dans le ciel.

## Les soupes aux œufs pochés

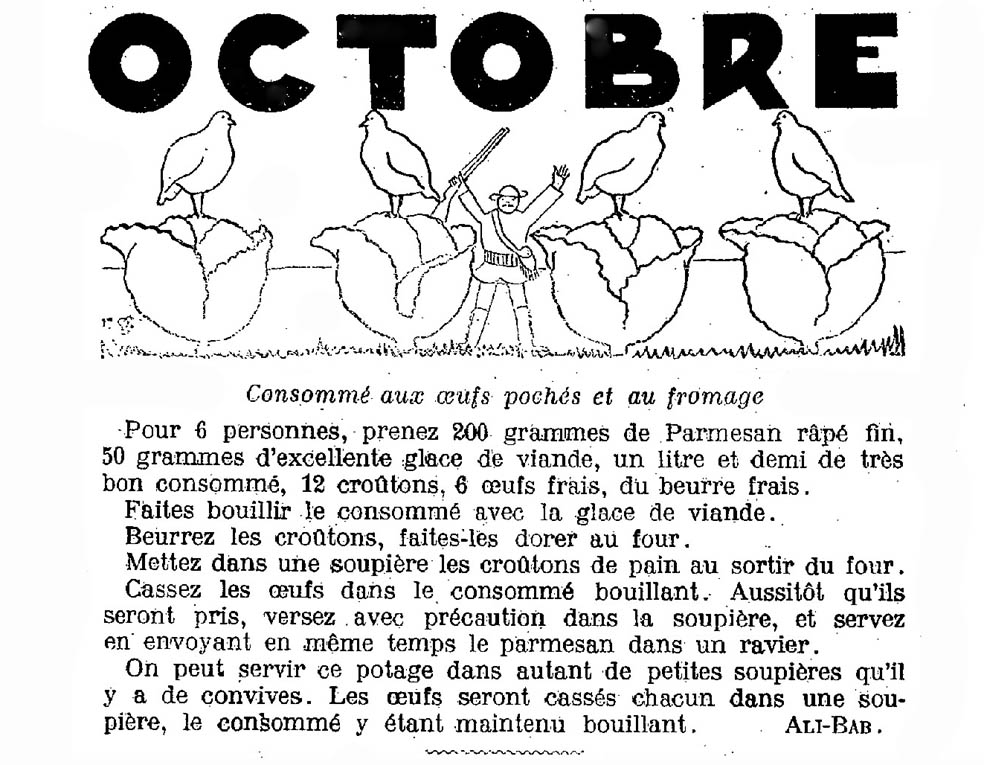
chez Ali-Bab (1932)

On rencontre souvent l'expression potage aux œufs pochés, consommé aux œufs pochés usuel chez les contemporains depuis Escoffier (qui le fait avec un consommé de volaille et des œufs petits et très frais), Bouillon aux œufs pochés, Œufs pochés au consommé chez A. Bautte. Le Grand Larousse (1866-1877) écrit « En versant du bouillon sur les œufs pochés, on obtient un potage aux œufs pochés ». 
La recette habituelle est faite d'œufs pochés qu'on couvre d'un bouillon de viande ou d'un consommé, souvent agrémenté d'une julienne, il devient Colbert avec une julienne de légumes (carotte, navet, chou-fleur), ou à la purée de légumes. Janet Groene écrit que cette soupe est idéale comme repas du soir léger ou comme lunch rapide pris au bord de la route. Elle la fait d'un bouillon de poulet dans lequel elle laisse ramollir un hachis de feuille de laitue.
Blandine Marcadé (La cuisine italienne) donne une soupe aux œufs pochés à la mode de Pavie, Zuppa alla pavese, les œufs sont cuits sur des croûtons frits puis couverts de parmesan, ensuite on verse le bouillon de viande ou de poulet. En 1889, la Dr Dujardin-Beaumet recommande la soupe aux œufs pochés aux diabétiques tout comme la soupe aux choux et au lard, et la soupe aux oignons et aux œufs.

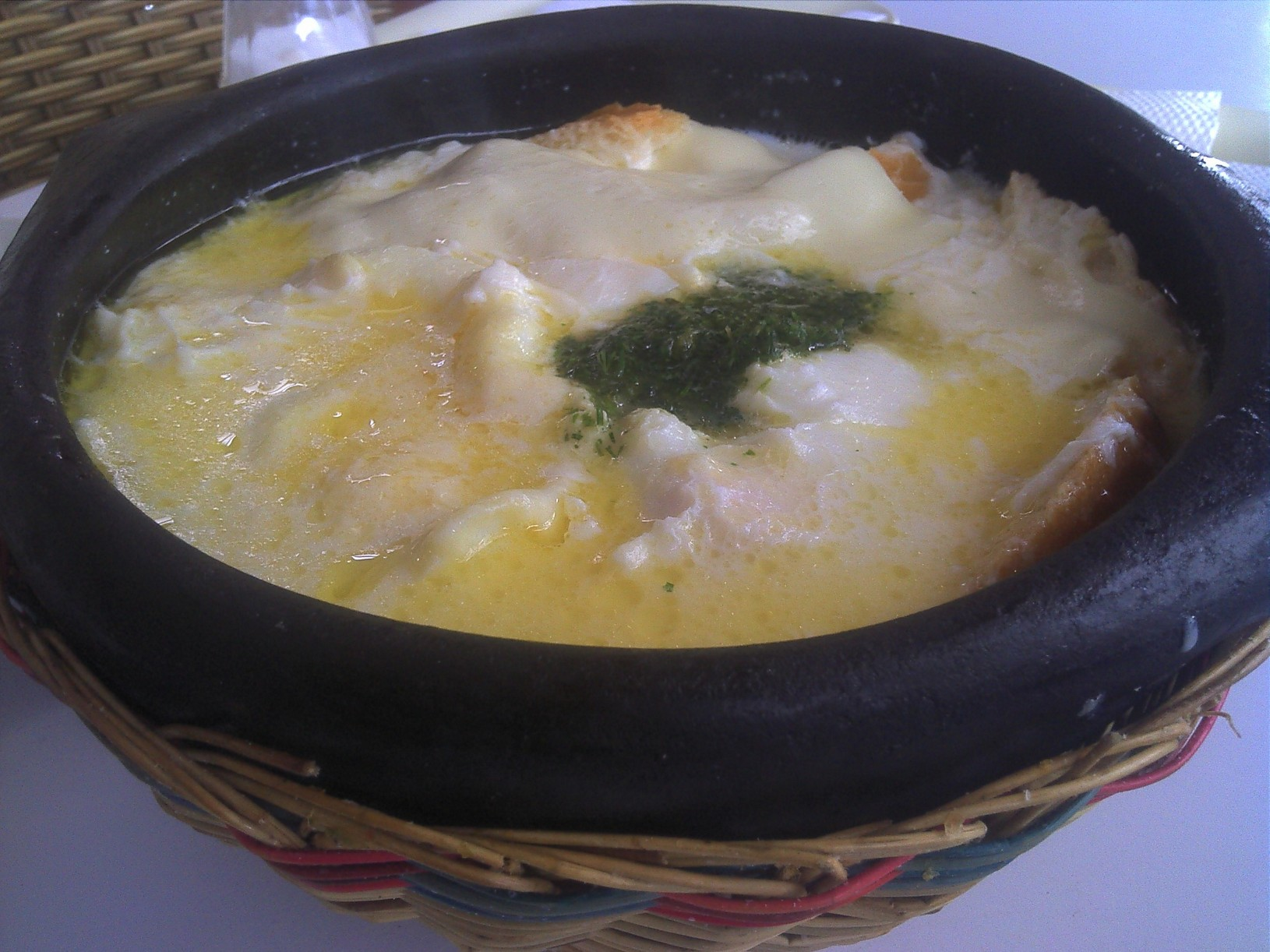
Changua: œuf entier cuit dans un bouillon avec lait et oignon

### Variantes
Soupes Santé et Minceur (2012) mélange au bouillon de bœuf du Porto et de la purée de tomate. Dans la soupe provençale à l’ail et à l'œuf poché le bouillon est relevé d'ail et de safran. Au Portugal la sopa de tomate com ovos escalfados est une soupe de tomate avec des œufs pochés. La tüm yumurta çorbası soupe aux œufs entiers turque est faite d'œufs pochés dans un bouillon à la tomate.
Dans la Changua colombienne les œufs sont pochés dans un bouillon au lait, avec oignon et coriandre.
Le consommé à la jovienne est fait d'un bouillon à base d'oignon, d'ail et de vins gris d'Epineuil réduit et lié, servi avec des œufs pochés.

## Que boire avec le consommé aux œufs?
Le consommé aux œufs pochés appelle une diète spartiate. Le Caviste (Tribune des marchands de vin - 1904) écrit « à Paris, en ce vingtième siècle, on voit [ ] arriver dans les restaurants à la mode des jeunes gens en cravate blanche qui viennent souper. Et savez-vous quel est leur menu? Du consommé avec deux œufs pochés, arrosé d'un verre d'eau d’Evian. Oui, Rabelais, voilà où nous eu sommes, voilà ce qui reste de la France que tu vis joyeuse et truculente». Le vin de Bordeaux
 est évoqué.
Si le consommé est aromatisé au Porto ou au Madère on l'accompagne du même vin.